# Erlend Blikra
Erlend Blikra (Stavanger, 11 de enero de 1997) es un ciclista noruego miembro del equipo Uno-X Mobility. 

## Palmarés
2019
- 3 etapas del Dookoła Mazowsza

2020
- Gran Premio Internacional de Rodas
- 1 etapa de la Vuelta a Rodas[1]

2021
- 1 etapa del Tour de la Mirabelle

2022
- 1 etapa del Tour de Langkawi

2023
- 1 etapa del Tour de Olympia
- 1 etapa del Tour de la Región de los Países del Loira

2025
- La Roue Tourangelle

## Equipos
- Team Coop (2016[2] -2019)
  - Team Coop-Øster Hus (2016)
  - Team Coop (2017-2019)
- Uno-X (2020-)
  - Uno-X Norwegian Development Team (2020)[3]
  - Uno-X Pro Cycling Team (2020-2023)
  - Uno-X Mobility (2024-)